# اکتاو لاکروا
اکتاو لاکروا (به فرانسوی: Octave Lacroix) روزنامه‌نگار و شاعر قرن نوزدهم میلادی اهل فرانسه است.